# Grand Rivers
Grand Rivers é uma cidade localizada no estado americano de Kentucky, no Condado de Livingston.

## Demografia
Segundo o censo americano de 2000, a sua população era de 343 habitantes.
Em 2006, foi estimada uma população de 340, um decréscimo de 3 (-0.9%).

## Geografia
De acordo com o United States Census Bureau tem uma área de
4,9 km², dos quais 4,8 km² cobertos por terra e 0,1 km² cobertos por água. Grand Rivers localiza-se a aproximadamente 118 m acima do nível do mar.

## Localidades na vizinhança
O diagrama seguinte representa as localidades num raio de 20 km ao redor de Grand Rivers.